# Wim Jonk
Wilhelmus Maria Jonk, dit Wim Jonk, né le 12 octobre 1966 à Volendam, est un footballeur international néerlandais évoluant au poste de milieu de terrain de 1986 à 2001.

## Biographie
Après cinq années prolifiques à l'Ajax dont un championnat arraché au PSV Eindhoven lors de l'exercice 1989-1990 et une Coupe UEFA gagnée face au Torino en 1992 grâce à la règle des buts à l'extérieur alors en vigueur, il rejoint avec son coéquipier Dennis Bergkamp l'Inter Milan. La Serie A est à cette époque le championnat le plus important économiquement et sportivement. Ce n'est d'ailleurs pas une terre vierge de talents néerlandais puisque le championnat a encore en son sein Frank Rijkaard, Aron Winter, Ruud Gullit ou encore le triple Ballon d'Or en titre Marco van Basten.
Les deux saisons qui suivent n'en demeurent pas moins difficiles pour les deux joueurs et les nerazzurri, brillant sur le plan européen (une coupe UEFA gagnée contre le Casino Salzbourg en 1994) mais alarmants en championnat. En effet, le club évite de peu la relégation en terminant treizième lors de la saison 1993-1994 avec un point de plus que le premier relégable. Le club est en pleine transition et l'arrivée de Massimo Moratti à la tête du club dès l'hiver 1995 rabat les cartes.
Finalement, Dennis Bergkamp, de plus en plus critiqué et ne rentrant plus dans les plans de Moratti, quitte le club pour rejoindre Arsenal. On ne sait pas vraiment si Wim Jonk veut partir ou est poussé à la sortie, toujours est-il que l'arrivée de Paul Ince au même poste que lui dans l'effectif le met en danger pour une place de titulaire. Sans Bergkamp et menacé à son poste, Wim Jonk  retourne donc en Eredivisie en jouant pour le PSV Eindhoven. Sa fin de carrière est marquée par trois années fastidieuses à cause des blessures du côté de Sheffield Wednesday.
Wim Jonk a une frappe sèche et puissante. Parmi ses buts importants, il est connu pour avoir été décisif lors des deux finales de Coupe UEFA qu'il a disputé avec l'Ajax Amsterdam en 1992 (Torino-Ajax 2-2 ; 0-0) et avec l'Inter Milan en 1994 (Austria Salzbourg-Inter Milan 0-1 ; 0-1), il a à chaque fois marqué un but pour son équipe.
Enfin, il participe avec sa sélection à la Coupe du Monde 1994 en étant l'auteur d'un but remarqué contre l'Arabie Saoudite et à la Coupe du Monde 1998.

## Statistiques
| Saison                | Club                  | Championnat           | Championnat | Championnat | Championnat | Coupe nationale | Coupe nationale | Coupe nationale | Coupe de la Ligue | Coupe de la Ligue | Coupe de la Ligue | Supercoupe | Supercoupe | Supercoupe | Compétition(s) continentale(s) | Compétition(s) continentale(s) | Compétition(s) continentale(s) | Compétition(s) continentale(s) | Pays-Bas | Pays-Bas | Pays-Bas | Total | Total | Total |
| Saison                | Club                  | Division              | M.          | B.          | P.d.        | M.              | B.              | P.d.            | M.                | B.                | P.d.              | M.         | B.         | P.d.       | Comp.                          | M.                             | B.                             | P.d.                           | M.       | B.       | P.d.     | M.    | B.    | P.d.  |
| 1986-1987             | FC Volendam           | D2                    | 36          | 23          | -           | -               | -               | -               | -                 | -                 | -                 | -          | -          | -          | -                              | -                              | -                              | -                              | -        | -        | -        | 36    | 23    | 0     |
| 1987-1988             | FC Volendam           | Eredivisie            | 23          | 5           | -           | -               | -               | -               | -                 | -                 | -                 | -          | -          | -          | -                              | -                              | -                              | -                              | -        | -        | -        | 23    | 5     | 0     |
| Sous-total            | Sous-total            | Sous-total            | 59          | 28          | -           | -               | -               | -               | -                 | -                 | -                 | -          | -          | -          | -                              | -                              | -                              | -                              | -        | -        | -        | 59    | 28    | 0     |
| 1988-1989             | Ajax Amsterdam        | Eredivisie            | 17          | 6           | -           | 1               | 0               | -               | -                 | -                 | -                 | -          | -          | -          | C3                             | 2                              | 0                              | -                              | -        | -        | -        | 20    | 6     | 0     |
| 1989-1990             | Ajax Amsterdam        | Eredivisie            | 13          | 3           | 1           | 1               | 1               | -               | -                 | -                 | -                 | -          | -          | -          | -                              | -                              | -                              | -                              | -        | -        | -        | 14    | 4     | 1     |
| 1990-1991             | Ajax Amsterdam        | Eredivisie            | 17          | 1           | -           | 2               | 1               | -               | -                 | -                 | -                 | -          | -          | -          | -                              | -                              | -                              | -                              | -        | -        | -        | 19    | 2     | 0     |
| 1991-1992             | Ajax Amsterdam        | Eredivisie            | 26          | 5           | -           | 3               | 0               | -               | -                 | -                 | -                 | -          | -          | -          | C3                             | 10                             | 3                              | 1                              | 4        | 1        | 0        | 43    | 9     | 1     |
| 1992-1993             | Ajax Amsterdam        | Eredivisie            | 23          | 3           | 3           | 3               | 2               | -               | -                 | -                 | -                 | -          | -          | -          | C3                             | 7                              | 1                              | 1                              | 4        | 0        | 1        | 37    | 6     | 5     |
| Sous-total            | Sous-total            | Sous-total            | 96          | 18          | 4           | 10              | 4               | -               | -                 | -                 | -                 | -          | -          | -          | -                              | 19                             | 4                              | 2                              | 8        | 1        | 1        | 133   | 27    | 7     |
| 1993-1994             | Inter Milan           | Serie A               | 25          | 6           | -           | 1               | 0               | -               | -                 | -                 | -                 | -          | -          | -          | C3                             | 9                              | 5                              | 1                              | 10       | 3        | 0        | 45    | 14    | 1     |
| 1994-1995             | Inter Milan           | Serie A               | 29          | 2           | -           | 2               | 0               | -               | -                 | -                 | -                 | -          | -          | -          | C3                             | 1                              | 0                              | 0                              | 11       | 4        | 2        | 43    | 6     | 2     |
| Sous-total            | Sous-total            | Sous-total            | 54          | 8           | -           | 3               | 0               | -               | -                 | -                 | -                 | -          | -          | -          | -                              | 10                             | 5                              | 1                              | 21       | 7        | 2        | 88    | 20    | 3     |
| 1995-1996             | PSV Eindhoven         | Eredivisie            | 29          | 6           | 7           | 1               | 1               | -               | -                 | -                 | -                 | -          | -          | -          | C3                             | 8                              | 3                              | 4                              | -        | -        | -        | 38    | 10    | 11    |
| 1996-1997             | PSV Eindhoven         | Eredivisie            | 32          | 9           | 20          | 1               | 0               | -               | -                 | -                 | -                 | 1          | 0          | 0          | C2                             | 3                              | 0                              | 0                              | 9        | 2        | 2        | 46    | 11    | 22    |
| 1997-1998             | PSV Eindhoven         | Eredivisie            | 28          | 5           | 14          | 4               | 0               | -               | -                 | -                 | -                 | 1          | 0          | 0          | C1                             | 6                              | 2                              | 0                              | 10       | 1        | 4        | 49    | 8     | 18    |
| Sous-total            | Sous-total            | Sous-total            | 89          | 20          | 41          | 6               | 1               | -               | -                 | -                 | -                 | 2          | 0          | 0          | -                              | 17                             | 5                              | 4                              | 19       | 3        | 6        | 133   | 29    | 51    |
| 1998-1999             | Sheffield Wednesday   | PL                    | 38          | 2           | 2           | 3               | 0               | -               | 2                 | 0                 | -                 | -          | -          | -          | -                              | -                              | -                              | -                              | -        | -        | -        | 43    | 2     | 2     |
| 1999-2000             | Sheffield Wednesday   | PL                    | 30          | 3           | 8           | 4               | 0               | -               | 2                 | 0                 | -                 | -          | -          | -          | -                              | -                              | -                              | -                              | 1        | 0        | 0        | 37    | 3     | 8     |
| 2000-2001             | Sheffield Wednesday   | D2                    | 2           | 0           | -           | -               | -               | -               | -                 | -                 | -                 | -          | -          | -          | -                              | -                              | -                              | -                              | -        | -        | -        | 2     | 0     | 0     |
| Sous-total            | Sous-total            | Sous-total            | 70          | 5           | 10          | 7               | 0               | -               | 4                 | 0                 | -                 | -          | -          | -          | -                              | -                              | -                              | -                              | 1        | 0        | 0        | 82    | 5     | 10    |
| Total sur la carrière | Total sur la carrière | Total sur la carrière | 368         | 79          | 55          | 26              | 5               | -               | 4                 | 0                 | -                 | 2          | 0          | 0          | -                              | 46                             | 14                             | 7                              | 49       | 11       | 9        | 495   | 109   | 71    |

## Palmarès

### En Club
- Vainqueur de la Coupe de l'UEFA en 1992 avec l'Ajax Amsterdam et en 1994 avec l'Inter Milan
- Champion des Pays-Bas en 1990 avec l'Ajax Amsterdam et en 1997 avec le PSV Eindhoven
- Vainqueur de la Coupe des Pays-Bas en 1993 avec l'Ajax Amsterdam et en 1996 avec le PSV Eindhoven

### EnÉquipe des Pays-Bas
- 49 sélections et 11 buts entre 1992 et 1999[4]
- Participation à la Coupe du Monde en 1994 (1/4 de finaliste) et en 1998 (4e)
- Participation au Championnat d'Europe des Nations en 1992 (1/2 finaliste)